# Lotus 38
La Lotus 38 è stata la prima vettura a motore centrale a vincere la 500 miglia di Indianapolis. Questo successo venne conquistato nel 1965 da Jim Clark.
La vettura veniva gestita dal Team Lotus tra il 1965 e il 1967 e ne sono stati prodotti otto esemplari molti dei quali utilizzati dallo stesso Team Lotus ma alcuni sono stati anche venduti a piloti privati quali Mario Andretti e A.J. Foyt.

## Il progetto
La Lotus 38 è stata progettata da Colin Chapman e da Len Terry per partecipare alla 500 Miglia. La 38 si poteva considerare una evoluzione della Lotus 29 e della Lotus 34 ma con telaio monoscocca e con il motore Ford V8 con doppio albero a camme e che forniva 500 hp (373 kW) già utilizzato sulla 34. Tutti gli esemplari costruiti avevano il motore centrale per migliorare la distribuzione dei pesi e la maneggevolezza. Per quanto riguarda le dimensioni la Lotus 38 era più grande di una Formula 1 dell'epoca ma più piccola di una vettura da competizione statunitense dello stesso periodo.
La 38 venne specificatamente progettata con delle sospensioni con bracci di lunghezza diversa sul lato destro e su quello sinistro. L'idea era quella di favorire la maneggevolezza sui circuiti ovali, dove si gira solo a sinistra, anche se la maneggevolezza però risultava particolare tanto che questa idea non trovò ulteriore seguito.
La Lotus 38 dimostrò che il tempo delle vetture monoposto con motore anteriore era ormai giunto al termine. Molte delle sue caratteristiche furono poi inserite nella successiva Lotus 49 o riprese da altre vetture come la Coyote realizzata da A.J. Foyt.

## Risultati sportivi

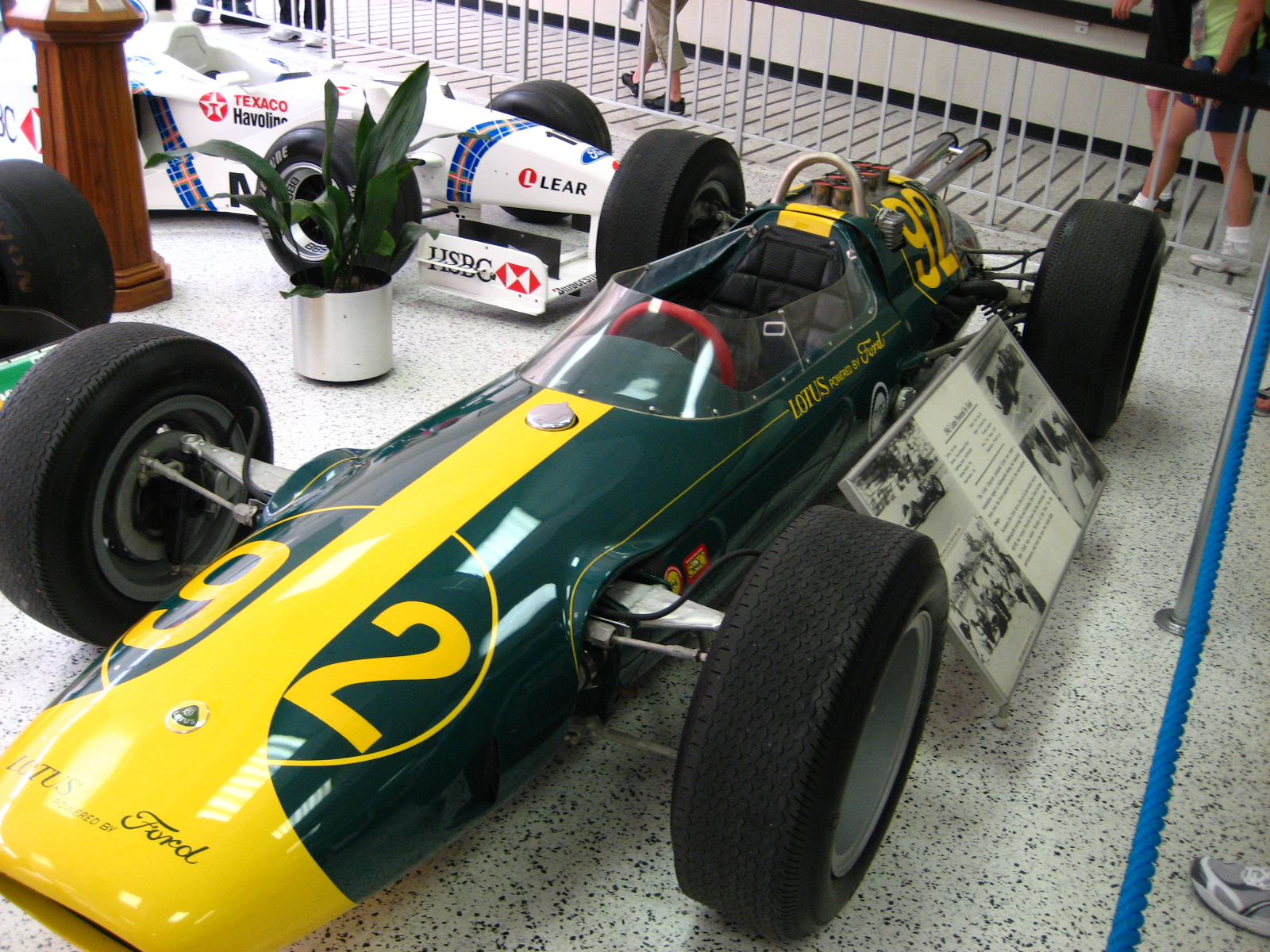
La Lotus 38

Nel 1965 la Lotus 38 con al volante Jim Clark vinse la 500 miglia di Indianapolis partendo dalla prima fila e dominando la gara che condusse, a parte 10 giri, sempre in prima posizione.
La Lotus partecipò, sempre con la Lotus 38, alle edizioni della 500 miglia del 1966 (dove si classificò al secondo posto) e del 1967. In questa ultima partecipazione Clark fu costretto al ritiro.